# 동물의 작품

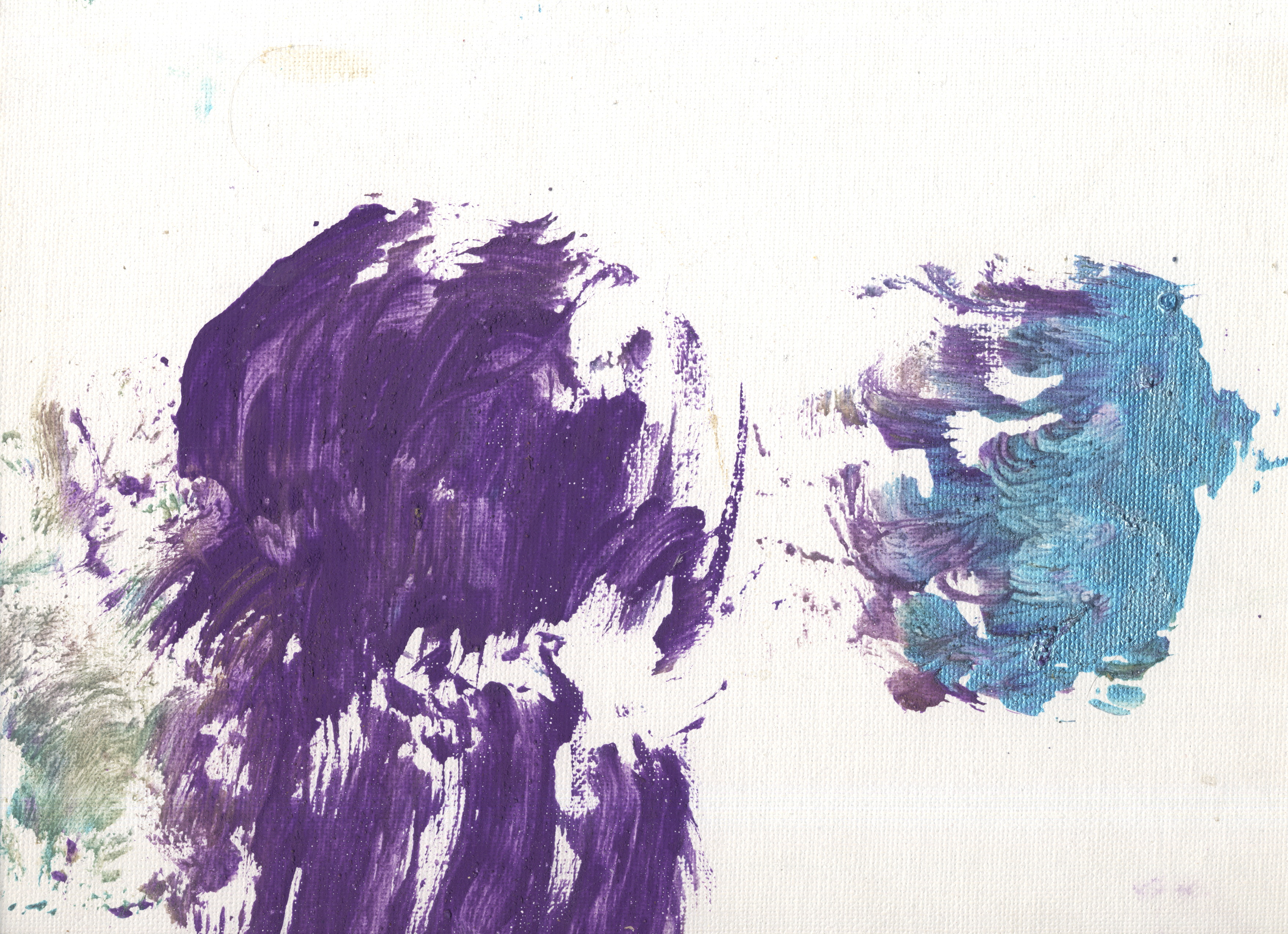

동물의 작품(동물의 창작물, 동물의 저작물)은 인간 이외의 동물이 창작한 작품이다.

## 저작권 문제
대한민국 저작권법은 저작물을 '인간의 사상 또는 감정을 표현한 창작물을 말한다'로 정의하고 있어서 동물의 작품은 저작권이 없다. 다른나라의 저작권법에서도 마찬가지여서 동물의 작품에 대한 저작권을 인정하지 않는다.

## 같이 보기
- 무한 원숭이 정리
- 원숭이 셀카